# Ой маю, маю я оченята…
«Ой маю, маю я оченята…» — вірш Тараса Шевченка 1859 року, написаний у Пирятині.

## Написання та автографи
Збереглася фотокопія чистового автографа вірша та чистовий автограф у «Більшій книжці». Дата в «Більшій книжці»: «10 июня. Пирятин». Вірш датується за автографом: 10 червня 1859 року, місце написання — Пирятин.
Найраніший відомий текст — автограф, написаний на тому самому аркуші, що й поезія «Ой по горі роман цвіте...»; автограф належав Науковому товариству імені Шевченка у Львові; він не зберігся. Фотокопію опубліковано в журналі «Стара Україна» (1925, № 3/4, стор. 43). Свого часу І. Я. Франко готуючи видання творів поета, яке вийшло 1908 року, виконав копію автографа, де є одне різночитання у четвертому рядку: «Ой м[аю], [маю] я рученята». Авторських варіантів цей автограф не містить.
Чистовий автограф у «Більшій книжці» містить авторські виправлення допущених описок. Вірш переписано до «Більшої книжки» не раніше 10 червня 1859 року. Це остаточний текст твору.

## Публікація
Вперше вірш надруковано у виданні: «Кобзарь Тараса Шевченка / Коштом Д. Е. Кожанчикова» (СПб., 1867, стор. 632) за «Більшою книжкою». Першодрук вірша містить різночитання у другому рядку: «Нікого, мати, та оглядати...».

## Сюжет
Мотивом і формою вірш близький до народнопісенних творів. 

## Музика
Вірш поклали на музику М. В. Лисенко, В. І. Сокальський, Т. І. Шутенко, П. А. Щуровський й інші.